# Filecoin
A Filecoin (⨎) egy nyílt forráskódú, publikus kriptovaluta és digitális fizetési rendszer, amely blokklánc alapú kooperatív digitális adattárolási és adatlekérési módszerként szolgál. A Protocol Labs fejlesztette és az InterPlanetary File System ötletein alapul. Az IPFS lehetővé teszi a felhasználók számára, hogy kihasználatlan merevlemez-területet adjanak bérbe. Az ügyletek rögzítésére blokklánc mechanizmust használnak. A Filecoin egy nyílt protokoll, amelyet egy blokklánc támogat, amely rögzíti a hálózat résztvevőinek kötelezettségvállalásait FIL tokenben, a blokklánc natív pénznemében végrehajtott tranzakciók formájában. A blokklánc a proof-of-replication és proof-of-spacetime konszenzus mechanizmusokon alapul.

## Története
A projekt 2017 augusztusában indult, és 30 perc alatt több mint 200 millió dollárt gyűjtött össze.
2020 októberében a 148 888. blokkmagasságon elindult a Filecoin blokklánc főhálózata és a FIL tokenek szétosztása a bányászok és befektetők között.
2023 májusában az Egyesült Államok Értékpapír- és Tőzsdefelügyelete (SEC) az 1933-as értékpapírtörvényben meghatározott szabványok és a bírósági precedens alapján 36 másik kriptovalutával egyetemben értékpapírnak minősítette.

## Filantrópia
2021 áprilisában a Filecoin Foundation 50 000 filecoint adományozott 10 000 000 dollár értékben az Internet Archive-nak. Ezenkívül az Internet Archive alapítója, Brewster Kahle és a partnerségek igazgatója, Wendy Hanamura csatlakozott a Filecoin és a Filecoin Foundation for the Decentralized Web tanácsadói testületéhez.

## A hálózat teljes tárolóteljesítménye
2023 júliusában a teljes tárolókapacitás 22 EiB volt, az összes tárolt adat pedig 1,1 EiB.

## Fordítás
Ez a szócikk részben vagy egészben  a   Filecoin című angol Wikipédia-szócikk ezen változatának fordításán alapul.  Az eredeti cikk szerkesztőit annak laptörténete sorolja fel. Ez a jelzés csupán a megfogalmazás eredetét és a szerzői jogokat jelzi, nem szolgál a cikkben szereplő információk forrásmegjelöléseként.